# Villa Olivier-Métra
La villa Olivier-Métra est une voie du 20e arrondissement de Paris, en France.

## Situation et accès
La villa Olivier-Métra est une voie située dans le 20e arrondissement de Paris. Elle débute au 28, rue Olivier-Métra et se termine en impasse.

## Origine du nom
Elle porte ce nom en raison du voisinage de la rue éponyme.

## Historique
À la fin du XIXe siècle, cette voie, alors appelée villa des Pavillons, commence rue des Rigoles, dans le prolongement de la rue Emmery. Elle est coupée en deux lors de la création de la rue Olivier-Métra en 1912.
Cette voie est ouverte à la circulation publique par un arrêté du 23 juin 1959.
La section compris entre la rue Oliver-Métra et la rue des Rigoles est supprimée dans les années 1960-1970.